# Danh sách thành phố đã đổi tên của Nga
Danh sách dưới đây liệt kê tên các thành phố đã đổi tên của Nga kèm với năm đổi tên
- Abinsky → Abinsk (1963)
- Adygeysk (1969) → Teuchezhsk (1976) → Adygeysk (1992)
- Aksayskaya → Aksaysk
- Alexandria (1838) → Dakhovsky (1864) → Dakhovsky Posad (1874) → Sochi (1896)
- Alexandrovsk (1896) → Polyarny (1939)
- Alexandrovskaya → Alexandrovka → Alexandrovsky (1917) → Alexandrovsk-Sakhalinsky (1926)
- Alexandrovskoye (1860) → Alexandrovka (1926) → Krasnopartizansk (1931) → Kuybyshevka-Vostochnaya (1936) → Belogorsk (1957)
- Alexeyevsk (1912) → Svobodny (1917)
- Almetyevo → Almetyevsk
- Antrea → Kamennogorsk (1948)
- Apsheronskaya (1863) → Apsheronsk (1947)
- Armyansky Aul (1839) → Armavir (1848)
- Arzamas-16 (1946) → Kremlyov (1991) → Sarov (1995)
- Astapovo → Lev Tolstoy
- Balanda → Kalininsk
- Bashanta → Gorodovikovsk
- Batalpashinkaya (1804) → Batalpashinsk (1931) → Sulimov (1934) → Yezhovo-Cherkessk (1937) → Cherkessk (1939)
- Beloozero (862) → Belozersk (1777)
- Belorechenskaya (1863) → Belorechensk (1958)
- Beloretsk → Mezhgorye
- Belotsarsk (1914) → Khem-Beldyr (1918) → Kyzyl (1926)
- Bikinskaya → Bikin
- Biryuch → Budyonny → Krasnogvardeyskoye → Biryuch (2007)
- Bobriki → Donskoy
- Bobriki → Stalinogorsk (1934) → Novomoskovsk (1961)
- Bogdanovo → Spassk → Bednodemyanovsk → Spassk
- Bolokhovsky → Bolokhovo
- Bondyuzhsk → Mendeleyevsk
- Borovskaya Sloboda → Bor (1938)
- Beryozovskoye → Björkö → Koivisto → Primorsk, Leningrad Oblast
- Chegem Pervy → Chegem
- Chembar → Belinsky
- Chertanla → Novyy Uzen' (1835) → Novouzensk
- Chesnokovka → Novoaltaysk (1962)
- Chelyabinsk-40 (1945) → Chelyabinsk-65 → Ozyorsk (1994)
- Chelyabinsk-70 → Snezhinsk (1991)
- Chibyu (1929) → Ukhta (1939)
- Chinnay → Krasnogorsk
- Cranz → Zelenogradsk (1945)
- Darkehmen → Angerapp (1938) → Ozyorsk (1945)
- Dmitriyev → Dmitriyev-na-Svape → Dmitriyev-Lgovsky
- Dmitrovka → Dmitrovsk → Dmitrovsk-Orlovsky → Dmitrovsk (2005)
- Dokshukino (1913) → Nartkala (1967)
- Dolgoprudny → Dirizhablstroy → Dolgoprudny
- Dvigatelstroy → Kaspiysk (1947)
- Dzerzhinsky → Sorsk (1966)
- Elektroperedacha → Elektrogorsk
- Enso (1887) → Svetogorsk (1948)
- Esutoru → Uglegorsk
- Fischhausen → Primorsk (1946)
- Friedland → Pravdinsk (1946)
- Galkino-Vrasskoye (1884) → Ochiai (1905) → Dolinsk (1946)
- Goly Karamysh → Baltser → Krasnoarmeysk
- Gorodetsk → Bezhetsk (1766)
- Gorodok → Zakamensk (1959)
- Grushyovskaya → Gornoye Grushyovskoye → Alexandrovsk-Grushyovsky → Shakhty
- Gukovsky → Gukovo
- Gumbinnen → Gusev
- Gundorovka → Donetsk
- Gzhatsk → Gagarin
- Heiliegenbeil → Mamonovo
- Heinrichswalde → Slavsk
- Iletskaya Zashchita → Iletsk → Iletskoye → Iletskaya Zashchita → Sol-Iletsk
- Iman → Dalnerechensk
- Insterburg → Chernyakhovsk
- Ivanovo-Voznesensk → Ivanovo
- Izhevsky Zavod → Izhevsk → Ustinov → Izhevsk
- Izhma → Sosnogorsk
- Kainsk → Kuybyshev
- Kalata → Kirovgrad
- Kaliningrad → Korolyov
- Kamen → Kamen-na-Obi
- Kamenskaya → Kamensk-Shakhtinsky
- Kamensky Zavod → Kamensk-Uralsky
- Kamyshin → Dmitriyevsk → Kamyshin
- Kasivabora → Severo-Kurilsk
- Kaspiysky → Lagan
- Khabarovka → Khabarovsk
- Kharovsky → Kharovsk
- Khibinogorsk → Kirovsk, Murmansk Oblast
- Khlynov → Vyatka → Kirov
- Khonto → Nevelsk
- Khotchino → Gatchina → Trotsk (1923) → Krasnogvardeysk (1929) → Gatchina (1944)
- Khrushchyovskaya → Uzlovaya
- Kiyskoye → Mariinsk
- Kodinsky → Kodinsk
- Kolchugino → Lenino → Leninsk-Kuznetsky
- Komsomolsky → Yugorsk
- Korela → Keksgolm → Priozyorsk
- Korsakovsky Post → Otomari → Korsakov
- Kozlov → Michurinsk
- Königsberg → Kaliningrad
- Krasnaya Sloboda → Krasnoslobodsk
- Krasnoflotsky → Krasnoarmeysky → Krasnoarmeysk
- Krasnoyarsk-26 → Zheleznogorsk
- Kremlyov → Sarov
- Krestov Brod → Roshal
- Kseniyevsky → Asino
- Kudelka → Asbest
- Kukarka → Sovetsk
- Kurgannaya → Kurganinsk
- Kushvinsky Zavod → Kushva
- Kuznetsk → Novokuznetsk → Stalinsk → Novokuznetsk
- Kuznetsovo → Konakovo
- Labiau → Polessk
- Labinskaya → Labinsk
- Lakinsky → Lakinsk
- Laptevo → Yasnogorsk
- Lazdinay → Lazdenen → Krasnoznamensk
- Lermontovsky → Lermontov
- Likhvin → Chekalin
- Lopasnya → Chyornoye Ozero → Chekhov
- Losinaya Sloboda → Losino-Petrovsky
- Lyantorsky → Lyantor
- Lyutoga → Rudaka → Aniva
- Maoka (Mauka) → Kholmsk
- Mechetnaya → Nikolayevsk → Pugachyov
- Medvezhyya Gora → Medvezhyegorsk
- Melekess → Dimitrovograd
- Mikhaylovskoye → Shpakovskoye → Mikhaylovsk
- Mikhaylovsky Zavod → Mikhaylovsk
- Mikoyan-Shakhar → Klukhori → Karachayevsk
- Mukhtuya → Lensk
- Muravlenkovsky → Muravlenko
- Mysovaya → Mysovsk → Babushkin
- Naberezhnye Chelny → Brezhnev → Naberezhnye Chelny
- Nadezhdinsk → Kabakovsk → Nadezhdinsk → Serov
- Naykhoro → Gornozavodsk
- Nazyvayevskaya → Nazyvayevka → Nazyvayevsk
- Neuhausen → Guryevsk
- Nevdubstroy → Kirovsk
- Nevyansky Zavod → Nevyansk
- Nezametny → Aldan
- Nikolayevsky → Nikolayevsk → Nikolayevsk-na-Amure
- Nikolo-Pestrovka → Nikolo-Pestrovsky → Nikolsk
- Nikolskoye → Nikolsk → Nikolsk-Ussuriysky → Voroshilov → Ussuriysk
- Nikolsky Khutor → Sursk
- Nizhnetagilsky Zavod → Nizhny Tagil
- Nizhnevartovsky → Nizhnevartovsk
- Nizhnevolzhsk → Narimanov
- Nizhny Novgorod → Gorky → Nizhny Novgorod
- Noda → Chekhov
- Nolinsk → Molotovsk → Nolinsk
- Novaya Derevnya → Alexandrovsky → Novonikolayevsky → Novonikolayevsk → Novosibirsk
- Novaya Pokrovka → Svoboda (1943) → Liski → Georgiu-Dezh (1965) → Liski (1990)
- Novgorod → Veliky Novgorod (1998)
- Novo-Mariinsk → Anadyr
- Novoalexandrovskaya → Novoalexandrovsk
- Novokuybyshevsky → Novokuybyshevsk
- Novonikolayevsk → Novosibirsk
- Novopavlovskaya → Novopavlovsk
- Novotroitsk → Baley
- Novovoronezhsky → Novovoronezh
- Novy Zay → Zainsk
- Novyye Petushki → Petushki
- Nyakh → Nyagan
- Obdorsk → Salekhard
- Olensk → Vilyuysk
- Olkhovsky → Artyomovsk
- Olzheras → Mezhdurechensk
- Omutninsky Zavod → Omutninsk
- Oraniyenbaum → Lomonosov
- Orenburg → Chkalov → Orenburg
- Oreshek → Nöteborg → Shlisselburg → Petrokrepost → Shlisselburg
- Orlov → Khalturin → Orlov
- Osinovka → Osinniki
- Ostyako-Vogulsk → Khanty-Mansiysk
- Pavlovo → Pavlovsky Posad
- Pavlovsk → Slutsk → Pavlovsk
- Pechory → Petseri → Pechory
- Pereyaslavl-Ryazansky → Ryazan
- Perm → Molotov → Perm
- Permskoye → Komsomolsk-na-Amure
- Pervomaysky → Novodvinsk
- Pesochnya → Kirov
- Peterhof → Petrodvorets → Peterhof
- Petropavlovsky → Petropavlovsky Port → Petropavlovsk-Kamchatsky
- Petropavlovsky → Severouralsk
- Petrovskoye → Petrovsk-Port → Makhachkala
- Petrovskoye → Svetlograd
- Petrovsky Zavod → Petrovsk-Zabaykalsky
- Pillau → Baltiysk
- Pokrovskaya → Pokrovsk → Engels
- Pokrovskoye → Pokrovsk
- Porechye → Demidov
- Poshekhonye → Poshekhonye-Volodarsk → Poshekhonye
- Prishib → Leninsk
- Protva → Zhukov
- Pryoysish-Elau → Bagrationovsk
- Pyora → Gondatti → Vladimiro-Shimanovsky → Shimanovsk
- Raduga → Vladimir-30 → Raduzhny
- Ragnit → Neman
- Ranenburg → Chaplygin
- Rastyapino → Dzerzhinsk
- Rauschen → Svetlogorsk
- Raychikha → Raychikhinsk
- Romanov-Borisoglebsk → Tutayev
- Romanov-na-Murmane → Murmansk
- Romanovsky → Kropotkin
- Saint Petersburg (1703) → Petrograd (1914) → Leningrad (1924) → Saint Petersburg (Sankt-Peterburg) (1991)
- Samara → Kuybyshev → Samara
- Selyutora → Siritoru → Makarov
- Semyonovka → Arsenyev
- Serdobol → Sortavala
- Sereda → Furmanov
- Sergiyev Posad → Sergiyev → Zagorsk → Sergiyev Posad
- Sergiyevskoye → Plavsk
- Shakhty → Gusinoozyorsk
- Sharypovskoye → Sharypovo → Chernenko → Sharypovo
- Shcheglovo → Shcheglovsk → Kemerovo
- Shikhrany → Kanash
- Shkotovo-17 → Tikhookeansky → Fokino
- Sieklakhti → Lakhdenpokhya
- Simbirsk → Ulyanovsk
- Skalisty → Gadzhiyevo
- Slavyanskaya → Slavyansk-na-Kubani
- Solnechnogorsky → Solnechnogorsk
- Sorochinskoye → Sorochinsk
- Spassk → Spassk-Tatarsky → Kuybyshev → Bolgar, Russia
- Spasskoye → Spassk → Spassk-Dalny
- Spasskoye → Spassk → Spassk-Ryazansky
- Stakhanovo → Zhukovsky
- Stallupönen → Nesterov
- Stary Rogozhsky Yam → Bogorodsk → Noginsk
- Stavropol → Tolyatti
- Stavropol → Voroshilovsk → Stavropol
- Stupinskaya → Elektrovoz → Stupino
- Suchansky Rudnik → Suchan → Partizansk
- Sudostroy → Molotovsk → Severodvinsk
- Sundyr → Mariinsky Posad
- Suyetikha → Biryusinsk
- Sverdlovsk-45 → Lesnoy
- Svoboda → Liski → Georgiu-Dey → Liski
- Svobodny → Cherepanovo
- Svyatoy Krest → Prikumsk → Budyonnovsk → Prikumsk → Budyonnovsk
- Syana → Kurilsk
- Sysertsky Zavod → Sysert
- Taldom → Leninsk → Taldom
- Tapiau → Gvardeysk
- Tashino → Pervomaysk
- Temir-Khan-Shura → Buynaksk
- Terijoki → Zelenogorsk
- Tetyukhe → Dalnegorsk
- Tikhmenevsky → Sikuka → Poronaysk
- Tikhoretskaya → Tikhoretsk
- Tilsit → Sovetsk
- Tomarioru → Tomari
- Tomsk-7 → Seversk
- Toro → Shakhtyorsk
- Troitsa → Udomlya
- Troitsko-Zaozyornoye → Zaozyorny
- Troitskosavsk → Kyakhta
- Troitskoye → Troitsky → Troitsk
- Trongzund → Uuras → Trongzund → Vysotsk
- Trotsk → Chapayevsk
- Truyevo-Naryshkino → Kuznetsk
- Tsaritsyn → Stalingrad → Volgograd
- Tsarskoye Selo → Detskoye Selo → Pushkin
- Tsaryovokokshaysk → Krasnokokshaysk → Yoshkar-Ola
- Tsimlyanskaya → Tsimlyansk
- Turyinsky → Krasnoturyinsk
- Tver → Kalinin → Tver
- Tyndinsky → Tynda
- Udinsk → Verhneudinsk → Ulan-Ude
- Ulala → Oyrot-Tura → Gorno-Altaysk
- Uralmedstroy → Krasnouralsk
- Usolye → Usolye-Sibirskoye
- Ust-Abakanskoye → Khakassk → Abakan
- Ust-Belokalitvenskaya → Belaya Kalitva
- Ust-Katavsky Zavod → Ust-Katav
- Ust-Medveditskaya → Serafimovich
- Ust-Sheksna → Rybansk → Rybnaya Sloboda → Rybnoy → Rybinsk → Shcherbakov → Rybinsk → Andropov → Rybinsk
- Ust Zeysky military post → Blagoveshchensk
- Vasilyovo → Chkalovsk
- Vayenga → Severomorsk
- Velikoknyazheskaya → Proletarskaya → Proletarsk
- Velyaminovsky → Tuapse
- Verkhneudinsky → Verkhneudinsk → Ulan-Ude
- Vinodelnoye → Ipatovo
- Vladikavkaz → Ordzhonikidze → Dzaudzhikau → Ordzhonikidze → Vladikavkaz
- Vladimirovka → Toyokhara → Yuzhno-Sakhalinsk
- Volkhovstroy → Volkhov (1940)
- Volodary → Volodarsk
- Vorontsovo-Alexandrovskoye → Sovetskoye → Zelenokumsk
- Voskresenskoye → Voskresensk → Istra (not to be confused with another Voskresensk)
- Voznesenskaya → Vereshchagino
- Vyborg → Viipuri → Vyborg
- Vyzhaikha → Krasnovishersk
- Yakovlevskoye → Privolzhsk
- Yama → Yamsky Gorodok → Yama → Yamburg → Kingisepp (1922)
- Yauntlatgale → Abrene → Pytalovo
- Yegorshino → Artyomovsky
- Yekaterinburg → Sverdlovsk → Yekaterinburg
- Yekaterinodar → Krasnodar
- Yekaterinenstadt (Baronsk) → Marxstadt → Marks
- Yuryuzansky Zavod → Yuryuzan
- Zaozyorny-13 → Krasnoyarsk-45 → Zelenogorsk (1992)
- Zarinskaya → Zarinsk
- Zatishye → Elektrostal
- Zavolzhye → Zavolzhsk
- Zavoyko → Yelizovo
- Zernovoy → Zernograd
- Zeysky Sklad → Zeya-Pristan → Zeya
- Zhdanovsk → Zapolyarny
- Zheleznodorozhny → Yemva
- Zhirnoye → Zhirnovsky → Zhirnovsk
- Zimmerbude → Svetly
- Zlatoust-36 → Tryokhgorny
- Zmeiny → Never-1 → Rukhlovo → Skovorodino